# Festival international de films de femmes de Créteil 1985
Après sept éditions, le Festival de films de femmes déménage à Créteil, préfecture du département du Val-de-Marne en 1985,.

## Palmarès
- Grand Prix du Jury – Meilleur long métrage de fiction : La Chambre de mariage (Kasik Düsmani) de  Bilge Olgaç (Turquie)
- Mention spéciale Grand Prix : Gebroken Spiegels de Marleen Gorris (Pays-Bas)
- Prix PIF – Prix d’interprétation féminine : Elisabeth Mortensen pour Papirfuglen  d’Anja Breien (Suède)
- Prix du Jury AFJ – Meilleur long métrage documentaire : Scrubbers de Mai Zetterling (Grande-Bretagne)
- Prix du Public – Meilleur long métrage de fiction : La Femme de l’hôtel de Léa Pool (Canada / Québec)
- Prix du Public – Meilleur long métrage documentaire : Tsiamelo a place of Goodness de Betty Wolpert (Grande-Bretagne)
- Prix du Public (1er Prix) – Meilleur court métrage étranger : Table for One de Doris Chase (États-Unis)
- Prix du Public (2e Prix) – Meilleur court métrage étranger : Bas les pattes de Monique Renault (Pays-Bas)